# Bergkapelle Wirmboden

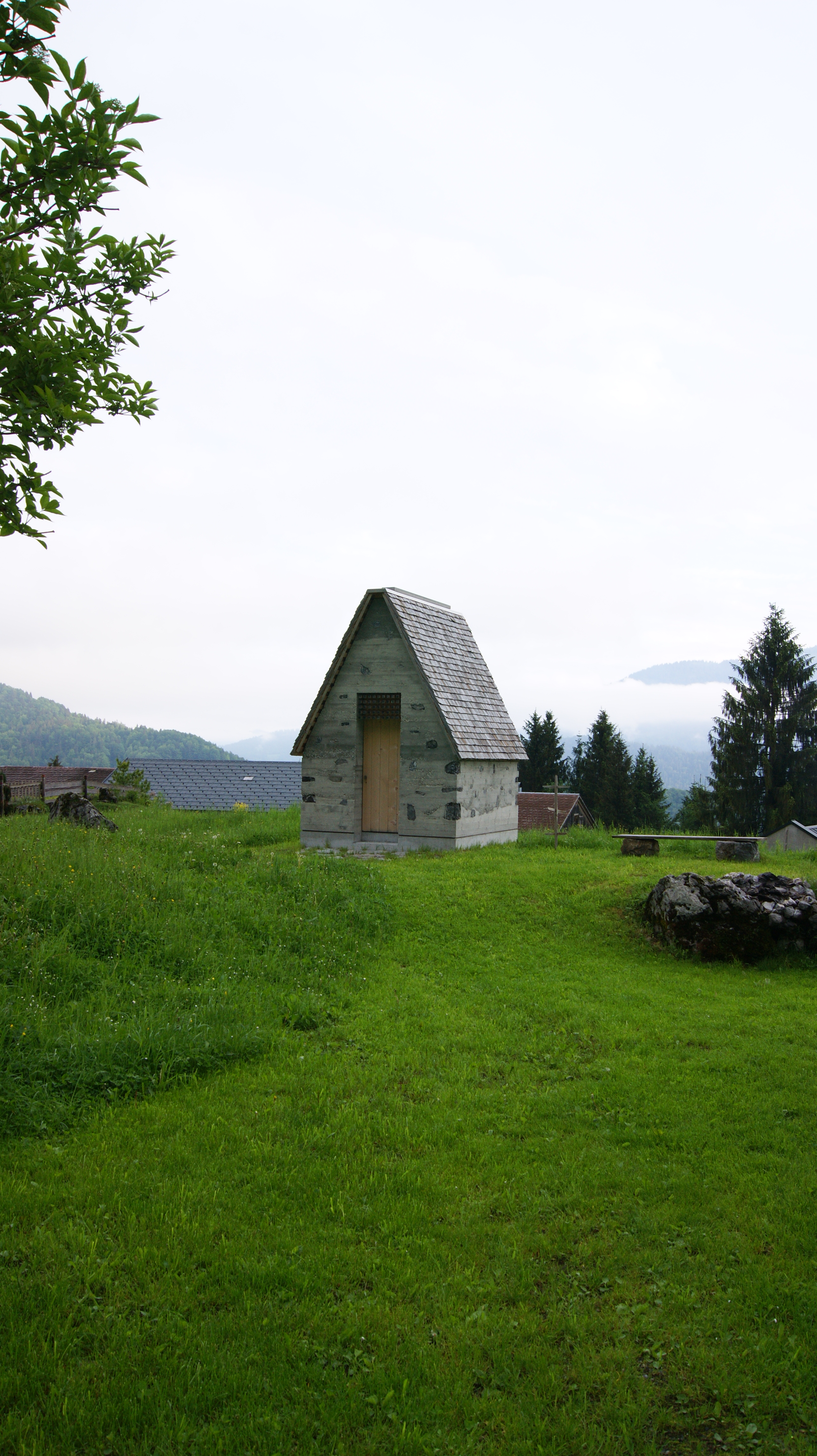
Bergkapelle Wirmboden

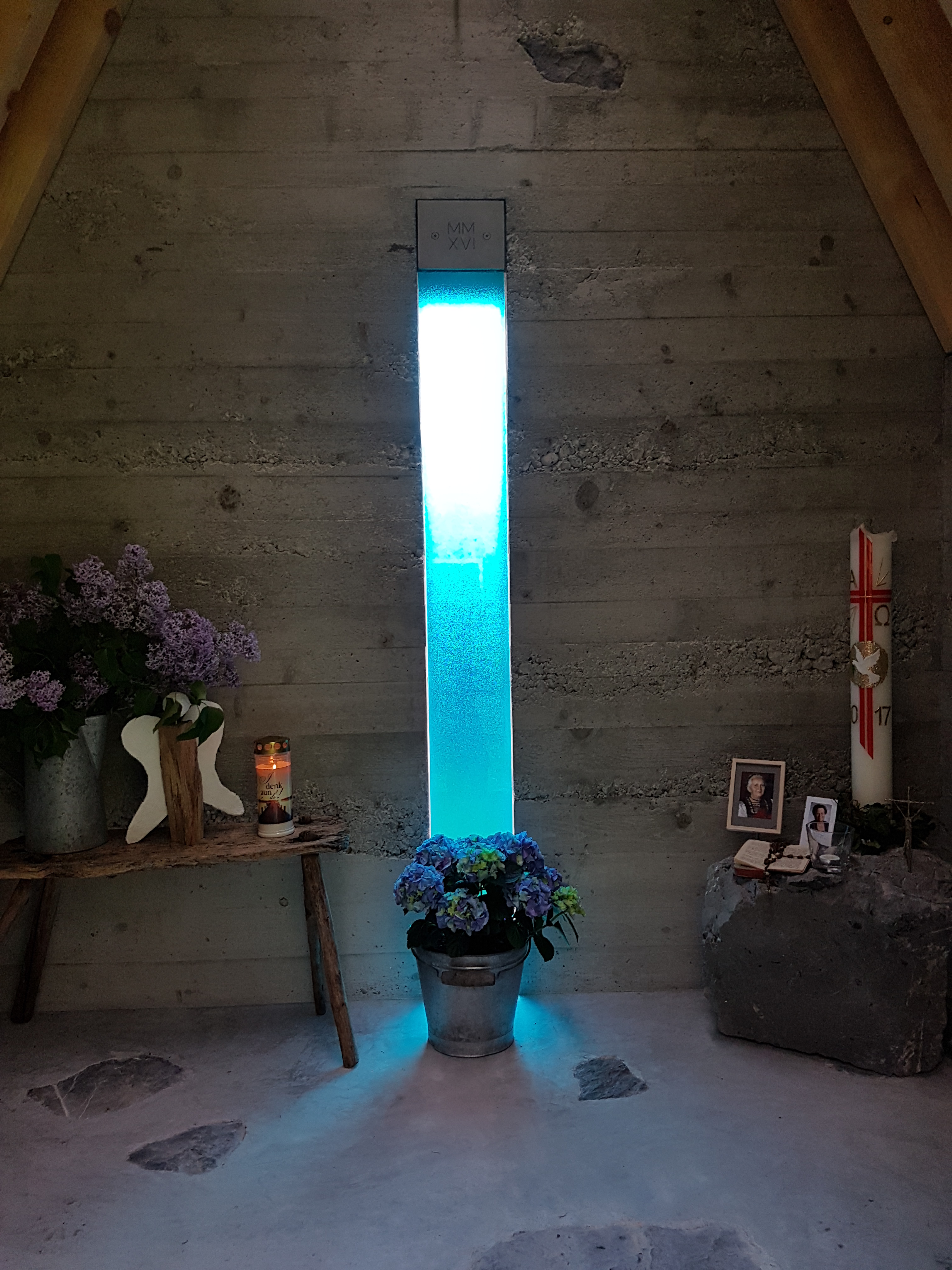
Altar

Die römisch-katholische Bergkapelle Wirmboden (auch: Antoniuskapelle Wirmboden, 920 m ü. A.) steht im Vorsäß Wirmboden der Gemeinde Schnepfau im Bezirk Bregenz in Vorarlberg. Sie ist dem heiligen Antonius geweiht. Sie wird seelsorgerisch von der Pfarrkirche Schnepfau betreut. Die Kapelle gehört damit zum Dekanat Hinterwald in der Diözese Feldkirch.
Die Kapelle ist das einzige religiöse Bauwerk in Wirmboden und in der heutigen Ausführung ungewöhnlich in Hinsicht auf Bauform und die Baukonstruktion. Es wird durch die gewählte Bauausführung einerseits bewusst an die umliegenden historische Bauformen sowie an die vorhandenen Baumaterialien angeknüpft und andererseits ein eigener, moderner Stil in den Kapellenbau eingebracht, der minimalistisch ist.

## Geschichte
Die erste Kapelle in Wirmboden wurde von Rainer Rogelböck 1980 am Rande des Vorsäß zu Ehren des hl. Antonius des Einsiedlers und des hl. Antonius von Padua erbaut. Die im Dachreiter befindliche Bronze-Glocke sollte Frieden verbreiten (Aufschrift: Glocke, läute Friede zu den Menschen unter der Kanisfluh). Die Kapelle hatte eine Grundfläche von etwa 9 m² (3 × 3 m). Diese Kapelle wurde im 15. Februar 2012 von einer Lawine zerstört.
Vom April 2016 bis August 2016 wurde eine neue Kapelle an einem neuen Standort inmitten der Alphütten errichtet. Am 7. August 2016 fand die Kapelleneinweihung statt. Die Planung dauerte von Januar 2013 bis August 2016.

## Kirchenbau

### Lage
Der Kirchenbau (etwa 925 m ü. A.) ist etwa 1,5 km Luftlinie vom Ortszentrum von Schnepfau entfernt und zu Fuß in etwa einer dreiviertel Stunde gut erreichbar.

### Bauwerk
Die Kapelle ist schlicht ausgeführt und wurde vom Architekturbüro Innauer Matt Architekten, Bezau, namentlich Markus Innauer und Sven Matt, entworfen. Die Bauausführung oblag den Bauern, die das Vorsäß bewirtschaften.
Es handelt sich um einen nach allen Seiten freistehender einfacher Steinbau aus Beton und Naturstein mit etwa 6 m Giebelhöhe und ohne Glockendachreiter. Die Kapelle nimmt eine Fläche von 6 m² ein und ist innen etwa 3 m lang und 2 m breit. Es handelt sich um einen Bau mit annähernd rechteckiger Grundform in Nord-Süd-Ausrichtung.
Das Satteldach ist mit Holzschindeln gedeckt, wobei der Dachfirst nicht ausgeführt wurde, sondern sich an dessen Stelle ein Lichtdurchlass auf die ganze Länge der Kapelle befindet, wodurch interessante Lichteffekte im Innenraum hervorgerufen werden. Eine weitere Lichtquelle befindet sich der Türe gegenüber, realisiert durch einen etwa zwei Meter hohen, ca. 20 cm breiten Schlitz mit bläulichem, undurchsichtigem Glas in der Betonsteinwand.
Die Wände sind aus großporigem Stampfbeton ohne Eisenarmierung mit sichtbaren großen, örtlich vorkommenden Steinbrocken. Die Eingangstüre ist aus regionaler Haselfichte einfach ausgeführt. Über der Eingangstüre befindet sich eine Art Tympanon aus Holz, bestehend längs- und quergelegten Holzleisten, so dass der Eindruck eines Gitters entsteht.
Die Baukosten betrugen 24.000,00 Euro.

## Ausstattung
Die Ausstattung ist spartanisch und der Altar sind Findlinge von gesamt etwa 0,5 m³ Volumen. Oberhalb des blauen Lichtfensters befindet sich ein schlichtes Kreuz. Zwischen den Holzsparren des Daches sind Erinnerungsbilder Verstorbener des Vorsäßes angeordnet. Links und rechts neben der Türe ist je ein Sitzplatz aus Tannenholz angebracht und ebenfalls schlicht gehalten.
Oberhalb der Türe befindet sich der Glockenraum.

## Trivia
Die Innauer-Matt Architekten als Planer der Bergkapelle Wirmboden, wurden für diese Arbeit in das Finale des AIT Award 2018 in der Sonderkategorie „Newcomer“ zur Prämierung vorgeschlagen und aufgenommen.